# Sebastián Vázquez
Sebastián Vázquez Bernal (Montevideo, 9 aprile 1985) è un cestista uruguaiano.

## Carriera
Con l'Uruguay ha disputato tre edizioni dei Campionati americani (2011, 2013, 2017).